# BG Klinikum Bergmannstrost Halle
Das BG Klinikum Bergmannstrost Halle ist ein Krankenhaus der Spezialversorgung in Halle (Saale) im Bundesland Sachsen-Anhalt und Akademisches Lehrkrankenhaus der Martin-Luther-Universität Halle-Wittenberg. Seit 2016 ist es Teil des Konzerns „BG Kliniken – Klinikverbund der gesetzlichen Unfallversicherung gGmbH“.
Das BG Bergmannstrost ist – nach dem Bergmannsheil in Bochum – das zweitälteste Unfallkrankenhaus der Welt.

## Schwerpunkte

### Traumazentrum
Die Klinik ist aktiv im Traumaregister, einem Arbeitskreis innerhalb der Sektion Notfall-, Intensivmedizin und Schwerverletztenversorgung (NIS) der Deutschen Gesellschaft für Unfallchirurgie DGU.

### Überregionales Brandverletztenzentrum
Das Brandverletztenzentrum in Halle bietet als eines von vier Brandverletztenzentren in den neuen Bundesländern alle Leistungen für die Behandlung von Schwerbrandverletzten an (Erstversorgung einschließlich Intensivmedizin und Rekonstruktion der verletzten Hautareale, Rehabilitation).

### Zentrum für Rückenmarkverletzte
Hier werden Patienten mit Erkrankungen bzw. Fehlbildungen der Wirbelsäule und drohender bzw. eingetretener Querschnittlähmung versorgt. Darüber hinaus erfolgt die Sanierung von Weichteilschäden (Druckgeschwüren). Die Behandlung aufgetretener Komplikationen, gelenküberbrückender Verknöcherungen (Paraosteoarthropathie = POA), von Arm- oder Beinbrüchen sowie von lähmungsbedingten Kontrakturen und Spasmen wird durch das Ärzteteam des Querschnitt-Zentrums ebenso wie z. B. die Arthroskopie durchgeführt.

## Fachabteilungen
| Kliniken / Fachbereiche / Zentren / Abteilungen           | Betten   | Leitung |
| --------------------------------------------------------- | -------- | --- |
| Klinik für Unfall- und Wiederherstellungschirurgie        | 108      | Philipp Kobbe |
| Zentrum für Rückenmarkverletzte und Klinik für Orthopädie | 68       | Klaus Röhl |
| Klinik für Plastische und Handchirurgie                   | 36       | Frank Siemers (ab 2022 Vizepräsident und seit 2024 Präsident der Deutschen Gesellschaft für Verbrennungsmedizin) |
| Brandverletztenzentrum                                    | 8        | Frank Siemers |
| Spezielle Handrehabilitation                              | 24       | Frank Siemers |
| Klinik für Allgemein und Viszeralchirurgie                | 25       | Jörg Kleeff |
| Klinik für Neurochirurgie                                 | 36       | Stefan Bone (kommiss.)                                                                                           |
| Klinik für Neurologie                                     | 32       | Kai Wohlfarth |
| Stroke Unit mit Comprehensive Stroke                      | 6        | Kai Wohlfarth |
| Abteilung für Fachübergreifende Frührehabilitation        | 40       | Kai Wohlfarth |
| Institut für Radiologie und Neuroradiologie               | –        | Ingmar Kaden |
| Klinik für Anästhesiologie, Intensiv- und Notfallmedizin  | 21       | Hermann Wrigge                                                                                                   |
| Medizinische Klinik (Innere Medizin)                      | 36       | Friedrich Ernst                                                                                                  |
| Abteilung Medizinische Psychologie                        | –        | Utz Ullmann |
| Sozialdienst                                              | –        | |
| Seelsorge                                                 | –        | |
| Medizinisches Versorgungszentrum MVZ                      | ambulant | Thomas Hagdorn, Lisa Marie Schöneberg                                                                            |

## Patientenaufkommen
Die Klinik verfügt über eine Gesamtbettenzahl von 580 Betten. Jährlich werden zirka 13.000 Patienten stationär und über 35.000 Patienten ambulant behandelt.

## Forschung (Beispiele)
- Verbesserung der Wirbelsäulenchirurgietechnik und Entwicklung neuer Wirbelsäulenimplantate
- Ursachenforschung der Degeneration sowie der Grundlagenforschung des regenerativen Potenzials von Bandscheiben
- Entwicklung und biomechanische Testung neuer Implantate zur stabilen Versorgung von Verletzungen des Stütz- und Bewegungsapparates
- Pathophysiologie und Behandlungsstrategien akuter und chronischer Knochen- und Gelenkinfektionen
- Entwicklung neuer Methoden zur Behandlung ausgedehnter Knochendefekte
- Optimierung der Behandlungsstrategie bei Polytraumata
- Technischer und biologischer Gelenkersatz
- Magnet4Europe

## Kooperation
- Es besteht eine enge Kooperation zwischen dem BG Klinikum Bergmannstrost Halle und der Universitätsmedizin Halle (Saale). Im Rahmen eines integrativen Versorgungsmodells soll u. a. ein gemeinsames Muskuloskelettales Zentrum mit überregionaler Bedeutung für die Sicherung der Patientenversorgung in Mitteldeutschland entstehen.
- Das Bergmannstrost kooperiert seit 2006 mit dem Behinderten- und Rehabilitations-Sportverband Sachsen-Anhalt e. V. (BSSA), unterstützt das Integrationssportfest „Landessportspiele für Behinderte und ihre Freunde“ und unterstützt in Kooperation mit dem Deutschen Rollstuhl-Sportverband (DRS) am Sportgymnasium Halle (Saale) das landesweite Projekt „Bewegung verbindet – Rollstuhlsport macht Schule“ unter der Schirmherrschaft von Sachsen-Anhalts Kultusminister Stephan Dorgerloh.[9]

## Geschichte

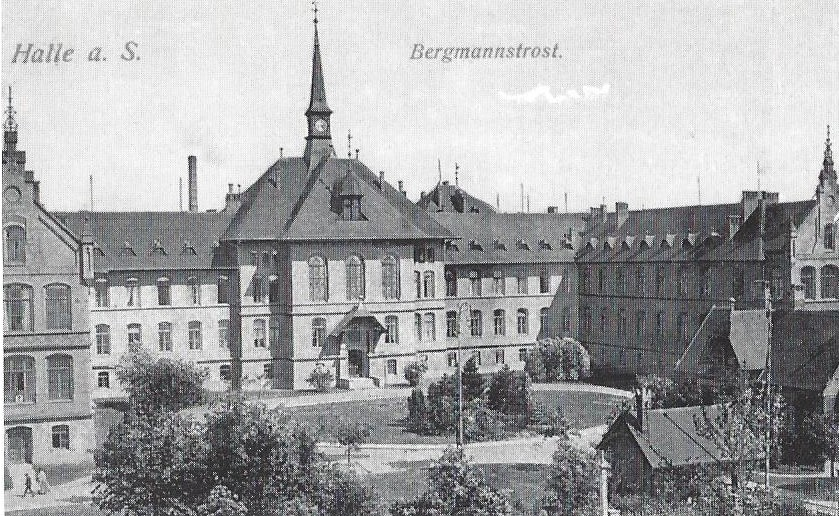
Krankenhaus Bergmannstrost

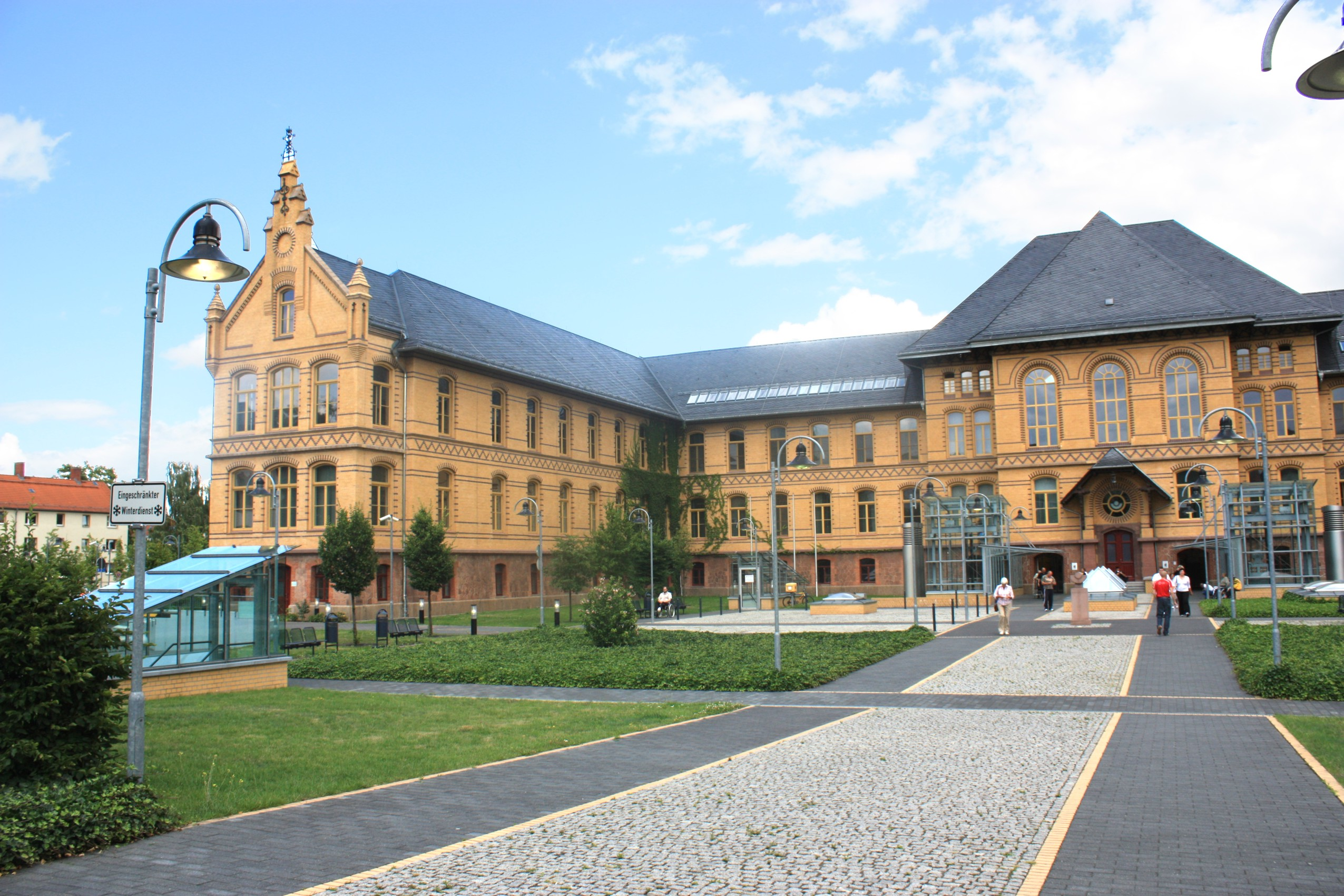
Das Klinikum im Jahr 2009

Kaiser Wilhelm I. mahnte 1881 in der Kaiserlichen Botschaft die Notwendigkeit einer Absicherung gegen Unfall, Krankheit und die Risiken des Alters für die arbeitende Bevölkerung an. Daraufhin beschloss der Reichstag verschiedene Gesetze zur sozialen Sicherung, wie 1884 das Unfallversicherungsgesetz, welches 1885 in Kraft trat. Zugleich nahmen auch die ersten siebenundfünfzig Berufsgenossenschaften als Träger der Unfallversicherung ihre Arbeit auf. Zur Absicherung der medizinischen Versorgung der Bergarbeiter im Raum Halle bei Unfall und Krankheit initiierte Bergassessor Bernhard Leopold den Bau des Hospitals Bergmannstrost.

### Anzahl der Betten
| 8. September 1894: | Einweihung des Krankenhauses                       | 132 Betten |
| bis 1900           | Erweiterung auf                                    | 300 Betten |
| 1997               | Eröffnung des QZ (Zentrum für Querschnittgelähmte) | 452 Betten |

### Ärztliche Klinikdirektion
- 1894–1920 Maximilian Oberst
- 1920–1933 Herrmann Zimmermann
- 1933–1945 Johannes Volkmann
- 1945–1947 Lazarett der Roten Armee
- 1947–1969 Johannes Schulz
- 1969–1994
- 1994–1997 Axel Ekkernkamp (kommissarisch)
- 1997–2003 Wieland Otto
- 2004–2023 Gunther O. Hofmann
- seit 2023 Philipp Kobbe

### Kaufmännische Direktion / Geschäftsführung
- Joachim Breuer (ehem. Geschäftsführer)
- Ilona Hruby (ehem. Verwaltungsdirektorin)
- Hubert Erhard (ehem. Geschäftsführer, Vorsitzender der Geschäftsführung)
- seit 2016 Thomas Hagdorn (Geschäftsführer)
- seit 2021 Cindy Schöne (Kaufmännische Direktorin)

### Baudenkmal
Der Krankenhauskomplex, „bestehend aus dreigeschossigem Ziegelbau über H-förmigem Grundriss, straßenseitig als Dreiflügelanlage, Mittelrisalit mit großen Rundbogenfenstern, Seitenrisalite mit Spitzgiebeln, ornamentales Ziegelmauerwerk, Segmentbogenfenster“, steht unter Denkmalschutz.